# Fedez
Federico Leonardo Lucia (Milán, 15 de octubre de 1989), más conocido con el seudónimo de Fedez, es un rapero y personalidad de las redes sociales italiano.

## Biografía
Nacido en Milán el 15 de octubre de 1989, pero creció en la provincia, precisamente en Rozzano y Corsico, Fedez entra en el mundo de la música, al participar en varias competiciones de estilo libre, llegando a la final en 2008 en la técnica perfecta Piamonte 2008. Los principales temas que se abordan en sus canciones son en su mayoría los asuntos sociales anticapitalistas, declarando contra los políticos, la masonería y el comunismo.
En 2006 grabó su primer EP homónimo, DJ SID y Cidda, y al año siguiente lanzaron su segundo Pat-a -Cake EP. En 2010 grabó su primer mixtape BCPT, que participó en los artistas de la escena hip hop italiano como Emis Killa, G. Soave y Maxi B. En el mismo año publicó el tercer PE- Agio Diss, con Vincenzo da Vía Anfossi dinamita y producido por JT. Temprano en su carrera él era un miembro de la tripulación Fedez BloccoRecordz abandonado poco después de la publicación de BCPT debido a la música incompatibilidad.
En marzo de 2011, auto-producido su primer álbum de estudio Península que no está allí, entonces publicado en diciembre del mismo año, el segundo álbum Mi primer disco vendió, producido por Tanta Roba, sello discográfico Gue Pequeno DJ Harsh. El álbum contó con la participación de muchos artistas de la escena del rap italiano, como el ya mencionado Gue Pequeno Entics, Marracash, J - Ax, Jake Furia y dos Fingerz. También en 2011, participa en el álbum del beatmaker Don Joe y DJ Shablo Thori y Rocas en la canción Fuera de contexto, así como se dio cuenta y seco Gemitaiz perro; álbum el año siguiente participó Mataron a Spider-Man 2012, en un dúo con Max Pezzali en la canción Jolly Blue

### Mr. Brainwash - L'Arte di accontentare
A través de su canal de YouTube, Fedez publicó una serie de tres videos titulado Zedef Crónicas, en la que el rapero le dice algunas historias de su vida diaria y anuncia que está trabajando en el tercer álbum de estudio, titulado Mr. Brainwash - El arte de complacer y en el año 2013. En este álbum el rapero anunció algunas nuevas características, incluyendo una canción interpretada con la guitarra. 12 de diciembre de 2012 recibe 4 nominaciones a los MTV Hip Hop Awards 2012: Mejor Nuevo Artista, Mejor Directo, Video del Año (con fea I) y Canción del Año (siempre con el mal que hago ) de la que fue el ganador.
El 29 de enero de 2013, el sencillo Si scrive schiavitù si legge libertà ("Se escribe esclavitud se lee libertad") fue lanzado para su descarga digital, [9] seguido unos días más tarde por el segundo sencillo Come on Federico. [10] El 1 de marzo se lanzó el tercer sencillo Cigno nero, realizado con la participación de Francesca Michielin, [11] el video relativo fue lanzado tres días después. [12]
El 5 de marzo, se publica Sig. Brainwash - L'arte di accontentare, que, durante la primera semana de la revelación, se coloca en la primera posición de la tabla italiana después de tan sólo veinte días después de lanzamiento, el álbum supera 30.000 copias, obteniendo un disco de oro, y 20 de mayo de 2013 ( cerca de dos meses después de su publicación ) Mr. Brainwash - el arte de agradar es certificado platino por 60 mil copias vendidas en el mismo mes. Que, Fedez recibió una nominación en los premios MTV en la categoría Super Man.
El 31 de mayo se lanza el cuarto sencillo "Alfonso Signorini (eroe nazionale)", cuyo videoclip fue publicado el 14 de junio, posteriormente, el 6 de agosto se lanza "Bocciofili", sencillo del rapero Dargen D'Amico con colaboración de Fedez, incluido en el álbum Vivere aiuta a non morire. El 18 de octubre Sig. Brainwash - L'arte di accontentare supera las 120 000 copias vendidas, convirtiéndose en doble platino.
En diciembre, el rapero J-Ax anunció que ha establecido un nuevo sello discográfico independiente, junto con Fedez, el Newtopia.

### Festival de Sanremo
En diciembre de 2020 anuncia su presencia en el LXXI Festival de la Canción de Sanremo (2-6 de marzo de 2021), en el que actuará junto a la cantante Francesca Michielin. El tema 'Chiamami per nome' tiene una grandísima acogida entre el público, a pesar del frío recibimiento del tema por parte de la crítica y del equipo periodístico. Tras la actuación de la gala final, el televoto da un giro a favor de Michielin y Fedez, llevándolos hasta el podio junto a Måneskin y Ermal Meta. Finalmente Michielin y Fedez acaban en segundo lugar por detrás de Måneskin.

Como curiosidad, estuvieron a punto de ser descalificados del concurso debido a que el rapero desveló por error en sus redes sociales una parte de la canción 'Chiamami per nome' semanas antes del festival, lo cual infringe las normas. La organización determinó que no había motivo para sancionar al dúo, ya que el vídeo apenas duraba unos pocos segundos.

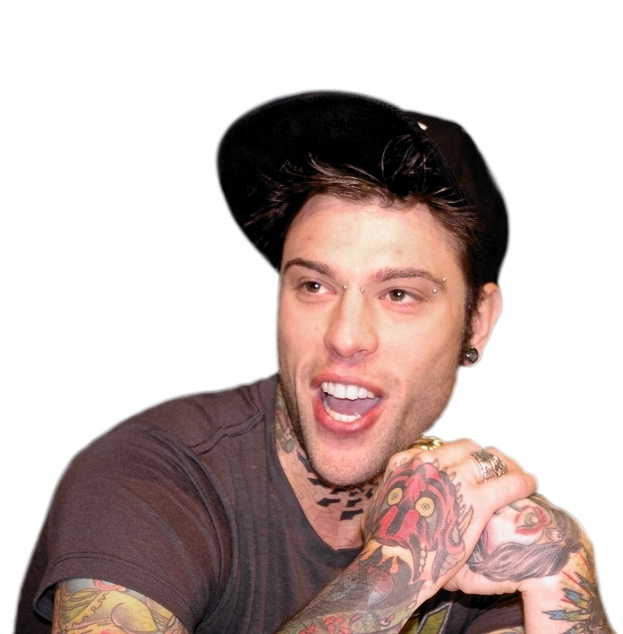

En 2025 repite participando en la 75.º edición del Festival de la Canción de Sanremo, con el tema BATTITO, que obtuvo la cuarta posición, llevándole a actuar en la Superfinal a cinco del festival. Durante esta edición del Festival de Sanremo, en comparación a aquella de 2021, Fedez se llevó el cariño de toda esta gente, generando un movimiento internacional en redes sociales al grito de "Fedez". Coincidió en las listas de concursantes con su ex-amigo el rapero Tony Effe, lo cual generó cierta controversia durante la semana del Festival. Posteriormente, este gran movimiento le permitió reconciliarse con su otro amigo Achille Lauro, el novio de todas las madres de Italia.

## Vida personal
En octubre de 2016 hizo pública su relación con la bloguera de moda Chiara Ferragni. El hijo primogénito de la pareja, Leone Lucia Ferragni, nació el 19 de marzo de 2018 en West Hollywood, Los Ángeles. La pareja se casó el 1 de septiembre de 2018 en Noto, Sicilia, con una ceremonia privada reservada para amigos y familiares. En octubre de 2020 la pareja anunció que esperaba su segundo hijo. La segunda hija de la pareja, Vittoria Lucia Ferragni, nació el 23 de marzo de 2021 a las 8:43 a. m.. La pareja se separó a principios de 2024.
El 17 de marzo de 2022, compartió públicamente a través de Instagram que estaba lidiando con una enfermedad recién diagnosticada, aunque no reveló cuál era la enfermedad en ese momento. Sin embargo, el 24 de marzo de ese año (nuevamente a través de Instagram) que había sido operado en el Hospital San Raffaele de Milán el 22 de marzo de 2022 para extirparle un tumor neuroendocrino pancreático poco común. Se informó que la cirugía, que duró 6 horas e implicó una pancreatectomía parcial, salió bien.
El 9 de abril de 2024, en una entrevista concedida al programa de televisión Belve difundida por Rai 2, Fedez declaró que había intentado suicidarse cuando tenía 18 años.

## Premios y distinciones
| Año  | Evento             | Categoría              | Nomination                                                | Resultado |
| ---- | ------------------ | ---------------------- | --------------------------------------------------------- | --------- |
| 2012 | MTV Hip Hop Awards | Best New Artist        | Fedez                                                     | Nominado  |
| 2012 | MTV Hip Hop Awards | Song of the Year       | Faccio brutto                                             | Ganador   |
| 2012 | MTV Hip Hop Awards | Video of the Year      | Faccio brutto                                             | Nominado  |
| 2012 | MTV Hip Hop Awards | Best Live              | Fedez                                                     | Nominado  |
| 2013 | MTV Awards 2013    | Superman               | Fedez                                                     | Nominado  |
| 2013 | MTV Awards 2013    | Instavip               | Fedez                                                     | Ganador   |
| 2014 | Music Awards 2014  | Premio CD Multiplatino | Sig. Brainwash - L'arte di accontentare (Diamond Edition) | Ganador   |

## Críticas
La crítica identifica algunas debilidades en Fedez:. Un poco de ingenio en el uso de rimas y la elección de temas (considerado demasiado generalista) y la inseguridad en la métrica.
El rockit.it sitio añade a sus puntos débiles también "rimas fáciles y estribillos pop y horrible abuso de Auto-Tune [...] de alguna manera artefacto, apto para satisfacer y cubrir las necesidades de los consumidores perezosos".

## Polémicas

### Escritores fantasma
Fedez ha sido acusado por varios compañeros de profesión de contratar a escritores fantasma para la realización de sus letras. En respuesta a estas acusaciones, el artista publicó en 2014 la canción Veleno per topic. 

### Tiziano Ferro y acusaciones de homofobia
En su canción del 2011 Tutto il contrario se burla de Tiziano Ferro por su salida del armario. Ferro, por su parte, en una rueda de prensa en 2019, se refirió a estas palabras diciendo «Que un ídolo infantil se burle de mí por esto es un acto de bullying muy fuerte». Fedez se justificó diciendo que era muy joven cuando escribió estas palabras, pero Ferro no aceptó estas disculpas.

### Sobreexposición de menores
El artista, al igual que su exesposa Chiara Ferragni, ha recibido numerosas críticas por la sobreexposición mediática de sus hijos Leone y Vittoria, dado que ambos muestran diariamente imágenes de sus hijos en redes sociales y los involucran en campañas publicitarias. En respuesta a tales críticas, afirmó que «es cierto, un niño no es capaz de decidir si quiere ser mostrado en las redes sociales, pero prefiero publicar yo una foto a que lo haga un paparazzi»

## Discografía

### Álbumes de estudio
- 2011 – Il mio primo disco da venduto
- 2013 – Sig. Brainwash - L'arte di accontentare
- 2014 – Pop-Hoolista
- 2017 – Comunisti col rolex (con J-Ax)
- 2019 – Paranoia airlines
- 2021 – DISUMANO

### Street album
- 2011 – Penisola che non c'è

### Mixtape
- 2010 – BCPT
- 2011 – Tutto il contrario Remixtape

### EP
- 2006 – Fedez
- 2008 – Pat-a-Cake
- 2010 – Diss-Agio (con Dinamite)

### Sencillos
- 2010 – Anthem pt.1
- 2011 – Tutto il contrario
- 2011 – Penisola che non c'è
- 2011 – Ti vorrei dire
- 2011 – Vota sì per dire no
- 2011 – Ti porto con me
- 2011 – Appeso a testa in giù
- 2011 – Jet set
- 2012 – Vivere domani
- 2013 – Si scrive schiavitù si legge libertà
- 2013 – Dai ca**o Federico
- 2013 – Cigno nero (con Francesca Michielin) ITA # 8[7]
- 2013 – Alfonso Signorini (Eroe nazionale) (con Elio) ITA # 32
- 2013 – Nuvole di fango (con Gianna Nannini) ITA # 9[7]
- 2014 – Generazione bho ITA # 15[7]
- 2014 – Magnifico (con Francesca Michielin) ITA # 1[7]
- 2015 – L'amore eternit (con Noemi) ITA # 6[7]
- 2015 – 21 grammi ITA # 4[7]
- 2015 – Beautiful Disaster (con Mika) ITA # 5[7]
- 2016 – Vorrei ma non posto (con J-Ax) ITA # 1[7]
- 2016 – Assenzio (junto a J-Ax con Stash y Levante) ITA # 1[7]
- 2017 – Piccole cose (junto a J-Ax con Alessandra Amoroso) ITA # 3[7]
- 2017 – Senza pagare (junto a J-Ax con T-Pain) ITA # 1[7]
- 2017 – Sconosciuti da una vita (con J-Ax) ITA # 2[7]
- 2018 – Italiana (con J-Ax) ITA # 1[7]
- 2018 – Prima di ogni cosa ITA # 1[7]
- 2019 – Che ca**o ridi (con Tedua y Trippie Redd) ITA # 2[7]
- 2019 – Holding Out for You (con Zara Larsson) ITA # 4[7]
- 2020 – Problemi con Tutti (con Giuda)
- 2020 – Bimbi per strada (Children) (con Robert Miles)
- 2020 – Bella Storia
- 2021 – Chiamami per nome (con Francesca Michielin)
- 2021 – MILLE (con Orietta Berti y Achille Lauro) ITA # 1[7]
- 2021 – Meglio del cinema
- 2021 – Morire morire
- 2022 – La Dolce Vita (con Tananai y Mara Sattei) ITA # 1[7]
- 2022 – Sapore RMX (con Tedua y Dzeko)
- 2022 – Viola (con Salmo)
- 2022 – Crisi di Stato
- 2025 – BATTITO (San Remo 2025)

### Colaboraciones
- 2007 – Madman feat. Fedez - Una più del diavolo
- 2009 – Fadamat feat. Fedez - Rap looser
- 2009 – Albe Ok feat. Fedez - Che ne sai di me
- 2009 – Michel feat. Fedez – Colpa del rap
- 2009 – Emis Killa feat. Fedez – Pum Pum Pum
- 2009 – Emis Killa feat. Fedez – Non so
- 2009 – Emis Killa feat. Fedez – D Love
- 2011 – Il Nano feat. Fedez e Jake La Furia – Ti stai facendo un film
- 2011 – Don Joe e DJ Shablo feat. Fedez, Canesecco & Gemitaiz – Fuori luogo
- 2011 – Mondo Marcio feat. Fedez – Cattiva influenza
- 2011 – Marracash feat. Entics e Fedez – Non passerà
- 2011 – Denny La Home feat. Fedez – Miracle
- 2012 – Gué Pequeno feat. Fedez – L'idea sbagliata
- 2012 – Max Pezzali feat. Fedez – Jolly Blue
- 2013 – Ted Bee feat. Fedez – Punk's Not Dead
- 2013 – Dargen D'Amico feat. Fedez e Mistico - Bocciofili
- 2013 – Two Fingerz feat. Fedez - La cassa dritta
- 2013 – Gué Pequeno feat. Fedez – Indelebile
- 2014 – Francesca Michielin feat. Fedez – Magnifico
- 2015 – Caneda feat. Fedez, J-Ax, Gemitaiz, Rocco Hunt, Baby K & Emis Killa – Seven
- 2015 – Ariana Grande – One Last Time (versión italiana con colaboración de Fedez)
- 2016 – Alborosie feat. Fedez – SugarBoy
- 2019 – Enzo Dong feat. Fedez – "Dallo psicologo"
- 2020 – CARA feat. Fedez – Le Feste di Pablo
- 2023 – Jamil feat. Fedez – L'Odio